# Zhou Jihong
Zhou Jihong (República Popular China, 11 de enero de 1965) es una clavadista o saltadora de trampolín china especializada en plataforma de 10 metros, donde consiguió ser medallista de bronce mundial en 1982.

## Carrera deportiva
En el Campeonato Mundial de Natación de 1982 celebrado en Guayaquil (Ecuador), ganó la medalla de bronce en saltos desde la plataforma de 10 metros, con una puntuación de 399 puntos, tras la estadounidense Wendy Wyland  (oro con 438 puntos) y la alemana Ramona Wenzel  (plata con 419 puntos).